# Olivier Deloeuil
Pour les articles homonymes, voir Deloeuil.
 (septembre 2012).
Olivier Deloeuil est un metteur en scène et réalisateur français. Il travaille en collaboration avec Jean-Philippe Clarac.

## Biographie
Après des études de sciences politiques et d’histoire de l’art à Bordeaux, Olivier Deloeuil et Jean-Philippe Clarac sont remarqués à un concours de courts-métrages organisé par Arte. Depuis, ils ont réalisé une quinzaine de documentaires sur le spectacle vivant et l'histoire culturelle en France pour France Télévisions, Arte, la RTBF et la NHK. 
En 2001, le chef d'orchestre Yves Abel, fondateur de l’Opéra Français de New York (OFNY) leur confie la mise en scène des Pèlerins de la Mecque de Gluck. Devenus conseillers à la programmation pour l’OFNY, ils rendent hommage à Yvonne Printemps avec A French Diva Unveiled, spectacle repris au Liceu de Barcelone en 2009. Ils mettent en scène la création américaine de To Be Sung de Pascal Dusapin en 2004.  
En 2005, après leur mise en scène de Pelléas et Mélisande de Debussy dans la version originale pour piano, avec Patricia Petibon et Kevin Greenlaw, ils sont nommés directeurs artistiques de la compagnie, poste qu'ils occupent de 2006 à 2012. 
En 2009, Olivier Deloeuil et Jean-Philippe Clarac créent Clarac-Deloeuil > le lab, compagnie basée à Bordeaux avec laquelle ils proposent des créations pluridisciplinaires associant opéra, théâtre, musique symphonique et installation vidéo. En 2012, Clarac-Deloeuil > le lab a proposé une nouvelle adaptation du Martyre de Saint Sébastien de Claude Debussy. Interprété par Micha Lescot notamment (le Saint), ce spectacle a été présenté à la Cité de la Musique à Paris, à l'Arsenal de Metz et à la Fondation Gulbenkian à Lisbonne. En 2009, la compagnie avait coproduit, avec Philippe Herreweghe et l’Orchestre des Champs-Élysées, une mise en scène et installation vidéo de la Symphonie fantastique et de Lélio, d’Hector Berlioz. Interprété par Marcial Di Fonzo Bo, ce spectacle avait été présenté en tournée dans le cadre de l’Année de la France au Brésil, avec le soutien de Culturesfrance. 
Olivier Deloeuil et Jean-Philippe Clarac ont fait leurs débuts au Théâtre Nanterre-Amandiers avec Le More cruel, une tragédie irrégulière de 1613, présentée en coproduction avec le Théâtre National de Bordeaux en Aquitaine en 2009.
En 2016, Clarac-Deloeuil > le lab remporte l'appel à projets lancé par Peter de Caluwe et La Monnaie de Bruxelles pour une nouvelle mise en scène de Mitridate, Re di Ponto de Mozart. En plongeant la tragédie de Mitridathe au cœur d'un sommet de crise des institutions européennes, la production interroge les possibles évolutions de l'Union européenne, au miroir de l'opera seria.
En 2018, l'Association Professionnelle de la Critique de Théâtre, Musique et Danse décerne à Clarac-Deloeuil > le lab le Prix "Meilleur Créateur d'Eléments Scéniques", récompensant simultanément trois créations : Peer Gynt, Schubert Box et Butterfly, Itinéraire d'une jeune femme désorientée. Trois Objets Musicaux Créatifs, produits dans le cadre de la résidence de Clarac-Deloeuil > le lab à l'Opéra de Limoges, en coproduction avec l'Opéra Orchestre National de Montpellier et l'Opéra de Rouen Normandie.

## Mises en scène
- Juliette, ou la Clé des Songes, Bohuslav Martinu. Opéra Nice Côte d'Azur, 2025.
- La Sonnambula, Vincenzo Bellini. Teatro dell'Opera di Roma, 2024.
- Ariadne auf Naxos, Richard Strauss. Opéra de Rouen Normandie, 2024 / Opéra de Limoges, 2022.
- Rusalka, Antonin Dvorak. Opéra de Marseille, 2025 / Opéra Nice Côte d'Azur, 2024 / Opéra National de Bordeaux, Opéra Grand Avignon, 2023.
- Il Trovatore, Giuseppe Verdi. Opéra de Rouen Normandie, 2021.
- I Pagliacci, Ruggero Leoncavallo, Opéra de Limoges, 2024.
- Death in Venice, Benjamin Britten. Opéra National du Rhin, 2021.
- Trilogie Mozart-Da Ponte (Le Nozze di Figaro; Cosi fan tutte; Don Giovanni). La Monnaie-De Munt, Bruxelles, 2020.
- Salome, Richard Strauss. Hessisches Staatstheater Wiesbaden, 2019.
- Serse, Georg Friedrich Haendel. Staatstheater Nürnberg, 2018 / Opéra de Rouen Normandie, 2023.
- Butterfly, Itinéraire d'une jeune femme désorientée. Giacomo Puccini. Opéra de Limoges / Opéra de Rouen Normandie, 2018.
- Les Contes d'Hoffmann, Jacques Offenbach. Theater Freiburg, 2017.
- Peer Gynt, Ibsen-Grieg. Opéra de Limoges / Opéra Orchestre National de Montpellier, 2017.
- Mitridate, Re di Ponto, Wolfgang Amadeus Mozart. La Monnaie-De Munt, Bruxelles, 2016.
- Les Sept Dernières Paroles du Christ en Croix, Joseph Haydn. Fundaçao Gulbenkian, Lisbonne / Casa da Musica, Porto, 2015 / Cantiere Internazionale d'Arte di Montepulciano, 2017 / Opéra de Rouen Normandie, Opéra National de Bordeaux, 2019.
- L'Histoire du soldat d'Igor Stravinsky. Cantiere Internazionale d'Arte di Montepulciano / Eté Métropolitain (Bordeaux), 2014.

- La Cenerentola, Gioacchino Rossini. Opéra de Toulon, 2014 / ABAO-Bilbao, 2016.

- Harawi, chant d'amour et de mort, d'Olivier Messiaen. Opéra Comique, Paris, Festival MUSICA, Strasbourg, 2013.

- Dialogues des Carmélites, Francis Poulenc. Opéra de Toulon Provence Méditerranée. 2013.

- Le Martyre de Saint Sébastien, Claude Debussy, Brussels Philharmonic, Cité de la Musique, Arsenal de Metz, Fondation Gulbenkian, 2012.
- Le Diable dans le beffroi et La Chute de la Maison Usher, Debussy et Poe, Opéra National de Paris, 2012. Reprise de la production de l'Opéra Français de New York.
- Le More Cruel, Théâtre de Nanterre-Amandiers / TNBA, 2009.
- La Symphonie fantastique et Lélio, Hector Berlioz, Orchestre des Champs-Élysées, 2009.
- Marie Galante, Kurt Weill, OFNY, 2008.
- The Mephisto Project, OFNY, 2008.
- Faust, Gounod, Opéra National de Bordeaux / Opéra de Pamplona, 2008.
- Castor et Pollux, Rameau, OFNY, 2007.
- Roméo et Juliette, Gounod, Spoleto USA Festival / Pittsburgh Opera, 2006.
- Dante symphonie, Lizst et Et Exspecto Resurrectionem Mortuorum, Messiaen, Orchestre national de Lyon, 2005.
- Pelléas et Mélisande, Debussy, OFNY, 2005.
- Les Contes d'Hoffmann, Offenbach, Opéra de Nantes, 2004.
- To Be Sung, Pascal Dusapin, OFNY, 2003.
- Yvonne Printemps, A French Diva Unveiled, OFNY, 2002.
- Manon Lescaut, Auber, Wexford Festival Opera, 2002.
- Les Pèlerins de la Mecque, Gluck, OFNY, 2001.

## Documentaires
- Les Années Miroir, 2012.
- Les Années CAPC, 2012.
- Jour de Pastorale, 2011.
- Les Années Sigma, 2009.
- Les Folies de l’opérette,  2001.
- L’Opéra français de New York, 2001.
- Le Chant retrouvé, 1999.
- Nathalie Stutzmann, 1998.
- L’Opéra du voyage, 1997.
- La Traviata, les secrets d’un opéra, 1997.